# Матч СССР — США по лёгкой атлетике 1973
Матч СССР — США по лёгкой атлетике 1973 года прошёл в Минске 23—24 июня и окончился победой сборной СССР со счётом 216—163. При этом и мужской, и женский составы советской сборной победили своих оппонентов.

## Результаты

### Общий зачёт
|         | СССР | США |
| ------- | ---- | --- |
| Мужчины | 121  | 112 |
| Женщины | 95   | 51  |
| Всего   | 216  | 163 |

### Личный зачёт

#### 100 метров
| Мужчины | Мужчины      | Мужчины   | Женщины | Женщины              | Женщины   |
| Место   | Спортсмен    | Результат | Место   | Спортсменка          | Результат |
| ------- | ------------ | --------- | ------- | -------------------- | --------- |
| 1       | Стив Уильямс | 10,1      | 1       | Надежда Бесфамильная | 11,4      |
| 2       |              |           | 2       |                      |           |
| 3       |              |           | 3       |                      |           |
| 4       |              |           | 4       |                      |           |

#### 200 метров
| Мужчины | Мужчины          | Мужчины   | Женщины | Женщины              | Женщины   |
| Место   | Спортсмен        | Результат | Место   | Спортсменка          | Результат |
| ------- | ---------------- | --------- | ------- | -------------------- | --------- |
| 1       | Стив Уильямс     | 20,7      | 1       | Надежда Бесфамильная | 23,5      |
| 2       | Марк Лутц        |           | 2       |                      |           |
| 3       | Александр Жидких |           | 3       |                      |           |
| 4       | Сергей Коровин   |           | 4       |                      |           |

#### 400 метров
| Мужчины | Мужчины   | Мужчины   | Женщины | Женщины             | Женщины   |
| Место   | Спортсмен | Результат | Место   | Спортсменка         | Результат |
| ------- | --------- | --------- | ------- | ------------------- | --------- |
| 1       | Д. Редд   | 46,7      | 1       | Надежда Колесникова | 54,7      |
| 2       |           |           | 2       |                     |           |
| 3       |           |           | 3       |                     |           |
| 4       |           |           | 4       |                     |           |

#### 800 метров
| Мужчины | Мужчины         | Мужчины   | Женщины | Женщины     | Женщины   |
| Место   | Спортсмен       | Результат | Место   | Спортсменка | Результат |
| ------- | --------------- | --------- | ------- | ----------- | --------- |
| 1       | Евгений Аржанов | 1.49,2    | 1       | Мэри Деккер | 2.02,9    |
| 2       |                 |           | 2       |             |           |
| 3       |                 |           | 3       |             |           |
| 4       |                 |           | 4       |             |           |

#### 1500 метров
| Мужчины | Мужчины     | Мужчины   | Женщины | Женщины         | Женщины   |
| Место   | Спортсмен   | Результат | Место   | Спортсменка     | Результат |
| ------- | ----------- | --------- | ------- | --------------- | --------- |
| 1       | Дэвид Уоттл | 3.41,7    | 1       | Людмила Брагина | 4.13,7    |
| 2       |             |           | 2       |                 |           |
| 3       |             |           | 3       |                 |           |
| 4       |             |           | 4       |                 |           |

#### 5000 метров
| Место | Спортсмен        | Результат |
| ----- | ---------------- | --------- |
| 1     | Николай Свиридов | 13.42,2   |
| 2     |                  |           |
| 3     |                  |           |
| 4     |                  |           |

#### 10 000 метров
| Место | Спортсмен          | Результат |
| ----- | ------------------ | --------- |
| 1     | Анатолий Бадранков | 28.41,2   |
| 2     |                    |           |
| 3     |                    |           |
| 4     |                    |           |

#### 110/100 метров с барьерами
| Мужчины | Мужчины       | Мужчины   | Женщины | Женщины          | Женщины   |
| Место   | Спортсмен     | Результат | Место   | Спортсменка      | Результат |
| ------- | ------------- | --------- | ------- | ---------------- | --------- |
| 1       | Томми Ли Уайт | 13,5      | 1       | Патриция Джонсон | 13,3      |
| 2       |               |           | 2       |                  |           |
| 3       |               |           | 3       |                  |           |
| 4       |               |           | 4       |                  |           |

#### 400 метров с барьерами
| Место | Спортсмен          | Результат |
| ----- | ------------------ | --------- |
| 1     | Евгений Гавриленко | 49,3      |
| 2     |                    |           |
| 3     |                    |           |
| 4     |                    |           |

#### 3000 метров с препятствиями
| Место | Спортсмен       | Результат |
| ----- | --------------- | --------- |
| 1     | Леонид Савельев | 8.34,6    |
| 2     |                 |           |
| 3     |                 |           |
| 4     |                 |           |

#### Ходьба 20 км
| Место | Спортсмен       | Результат |
| ----- | --------------- | --------- |
| 1     | Евгений Ивченко | 1:35.13,6 |
| 2     |                 |           |
| 3     |                 |           |
| 4     |                 |           |

#### 4×100 метров
| Мужчины | Мужчины | Мужчины   | Женщины | Женщины | Женщины   |
| Место   | Команда | Результат | Место   | Команда | Результат |
| ------- | ------- | --------- | ------- | ------- | --------- |
| 1       | Сборная | 39,2      | 1       | Сборная | 43,7      |
| 2       | Сборная |           | 2       | Сборная |           |

#### 4×400 метров
| Мужчины | Мужчины | Мужчины   | Женщины | Женщины | Женщины   |
| Место   | Команда | Результат | Место   | Команда | Результат |
| ------- | ------- | --------- | ------- | ------- | --------- |
| 1       | Сборная | 3.08,0    | 1       | Сборная | 3.32,8    |
| 2       | Сборная |           | 2       | Сборная |           |

#### Высота
| Мужчины | Мужчины         | Мужчины   | Женщины | Женщины         | Женщины   |
| Место   | Спортсмен       | Результат | Место   | Спортсменка     | Результат |
| ------- | --------------- | --------- | ------- | --------------- | --------- |
| 1       | Рейнальдо Браун | 2,20      | 1       | Галина Филатова | 1,83      |
| 2       |                 |           | 2       |                 |           |
| 3       |                 |           | 3       |                 |           |
| 4       |                 |           | 4       |                 |           |

#### Шест
| Место | Спортсмен   | Результат |
| ----- | ----------- | --------- |
| 1     | Янис Лаурис | 5,30      |
| 2     |             |           |
| 3     |             |           |
| 4     |             |           |

#### Длина
| Мужчины | Мужчины           | Мужчины   | Женщины | Женщины      | Женщины   |
| Место   | Спортсмен         | Результат | Место   | Спортсменка  | Результат |
| ------- | ----------------- | --------- | ------- | ------------ | --------- |
| 1       | Валерий Подлужный | 8,06      | 1       | Марта Уотсон | 6,58      |
| 2       |                   |           | 2       |              |           |
| 3       |                   |           | 3       |              |           |
| 4       |                   |           | 4       |              |           |

#### Тройной
| Место | Спортсмен     | Результат |
| ----- | ------------- | --------- |
| 1     | Виктор Санеев | 16,82     |
| 2     |               |           |
| 3     |               |           |
| 4     |               |           |

#### Ядро
| Мужчины | Мужчины       | Мужчины   | Женщины | Женщины        | Женщины   |
| Место   | Спортсмен     | Результат | Место   | Спортсменка    | Результат |
| ------- | ------------- | --------- | ------- | -------------- | --------- |
| 1       | Алан Фейербах | 20,69     | 1       | Надежда Чижова | 19,74     |
| 2       |               |           | 2       |                |           |
| 3       |               |           | 3       |                |           |
| 4       |               |           | 4       |                |           |

#### Диск
| Мужчины | Мужчины     | Мужчины   | Женщины | Женщины       | Женщины   |
| Место   | Спортсмен   | Результат | Место   | Спортсменка   | Результат |
| ------- | ----------- | --------- | ------- | ------------- | --------- |
| 1       | Тим Воллмер | 60,64     | 1       | Фаина Мельник | 67,04     |
| 2       |             |           | 2       |               |           |
| 3       |             |           | 3       |               |           |
| 4       |             |           | 4       |               |           |

#### Молот
| Место | Спортсмен          | Результат |
| ----- | ------------------ | --------- |
| 1     | Валентин Дмитренко | 70,64     |
| 2     |                    |           |
| 3     |                    |           |
| 4     |                    |           |

#### Копьё
| Мужчины | Мужчины       | Мужчины   | Женщины | Женщины         | Женщины   |
| Место   | Спортсмен     | Результат | Место   | Спортсменка     | Результат |
| ------- | ------------- | --------- | ------- | --------------- | --------- |
| 1       | Кэри Фельдман | 88,12     | 1       | Эльвира Озолина | 63,96 NR* |
| 2       |               |           | 2       |                 |           |
| 3       |               |           | 3       |                 |           |
| 4       |               |           | 4       |                 |           |

#### Десятиборье/Пятиборье
| Мужчины | Мужчины           | Мужчины   | Женщины | Женщины          | Женщины   |
| Место   | Спортсмен         | Результат | Место   | Спортсменка      | Результат |
| ------- | ----------------- | --------- | ------- | ---------------- | --------- |
| 1       | Александр Блиняев | 7980      | 1       | Надежда Ткаченко | 4711      |
| 2       | Джефф Беннет      |           | 2       |                  |           |
| 3       | Тоомас Берендсен  |           | 3       |                  |           |
| 4       |                   |           | 4       |                  |           |